# 마크람 코우리

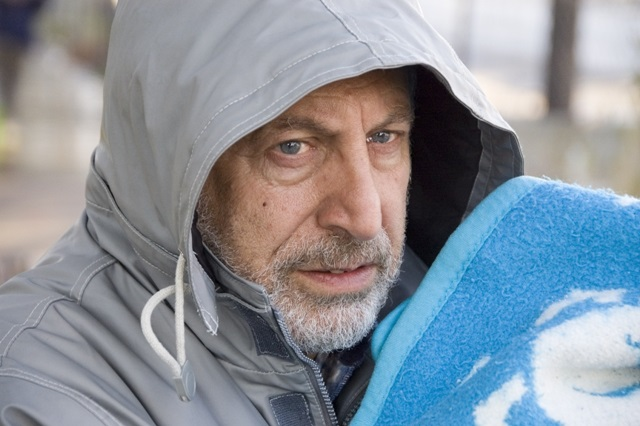

마크람 코우리(Makram Khoury, 1945년 5월 30일 ~ )는 이스라엘의 영화 감독, 연극 배우, 영화배우, 텔레비전 배우이다.
예루살렘에서 태어났다.

## 영화
- 스파이 게임 (2017년) - 야지드 칼릴 역
- 사랑과 어둠의 이야기 (2015년) - 알 할와니 역
- 아틀리트 (2014년)
- 더 컷 (2014년)
- 매직 맨 (2014년)
- 데저트 댄서 (2014년)
- 미랄 (2010년)
- 레몬 트리 (2008년)
- Petach Tikva (2007년)
- 포기브니스 (2006년)
- 프리 존 (2005년)
- 뮌헨 (2005년) - 와엘 즈웨이더 역
- 시리아인 신부 (2004년) - 하메드 역
- 더 바디 (2001년) - 네저 하미드 역
- 웨스트 윙 시즌1 (1999년)
- 세 개의 보석에 관한 이야기 (1995년)
- 캔티클 오브 스톤 (1990년)
- 갈릴리에서의 결혼 (1987년)